# Národní památník Red Hill Patricka Henryho
Národní památník Red Hill Patricka Henryho poblíž města Brookneal ve Virginii, je ustanoven na počest Patricka Henryho, zaníceného zákonodárce a řečníka americké revoluce. Henry koupil tabákovou plantáž Red Hill při svém odchodu do důchodu v roce 1794 a žil tam až do své smrti v roce 1799. Kromě hlavní budovy využíval také jednu z vedlejších budov, a to jako svou advokátní kancelář.
Pozemek a budovy vlastní Patrick Henry Memorial Foundation, která v padesátých a šedesátých letech 20. století obnovila Henryho advokátní kancelář a jeho hrob. Zrekonstruovala také hlavní budovu a několik vedlejších. Bylo postaveno nové muzeum věnované Henryho životu a zobrazujíci život na Red Hill.
Plantáž Red Hill byla zapsána do Národního registru historických míst 14. února 1978. Národní památník byl schválen Kongresem Spojených států 13. května 1986. Red HiIl patří do vlastnictví nadace Patrick Henry Memorial Foundation a zároveň je přidruženou oblastí National Park Service.
Na pozemku Red Hill roste prominentní maklura oranžová (Maclura pomifera), který je americkým národním šampionem mezi stromy a patří do Americké lesnické síně slávy. Rozpětí koruny stromu je úžasných 26 metrů a strom je vysoký 18 metrů.

## Galerie

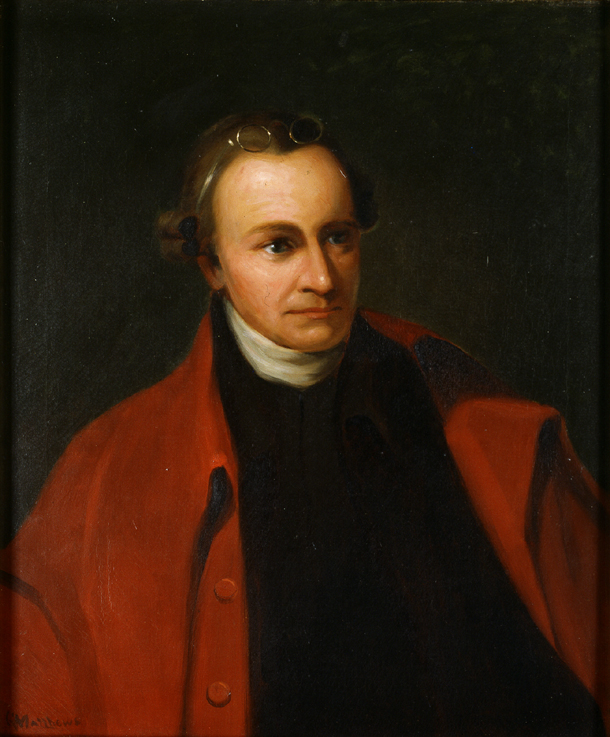
Patrick Henry
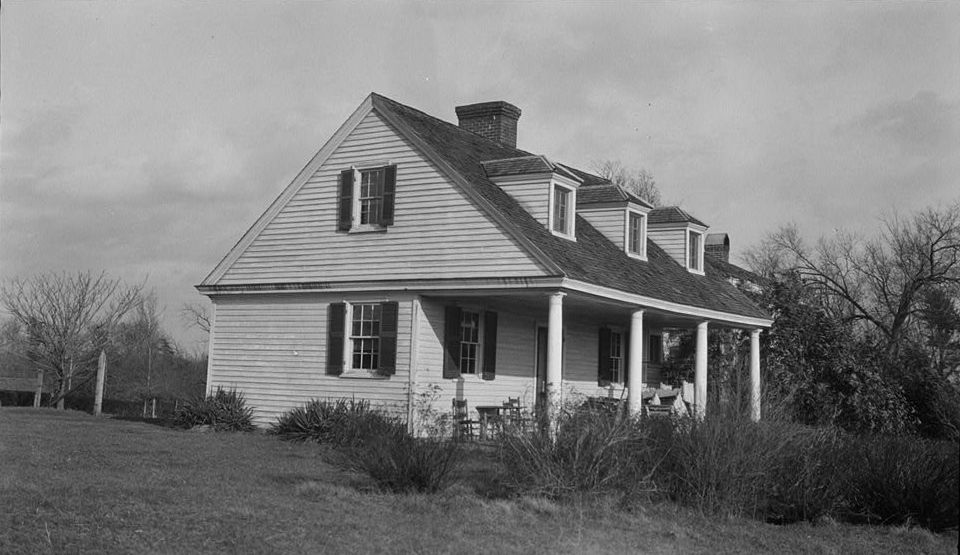
Advokátní kancelář Patricka Henryho na plantáži Red Hill
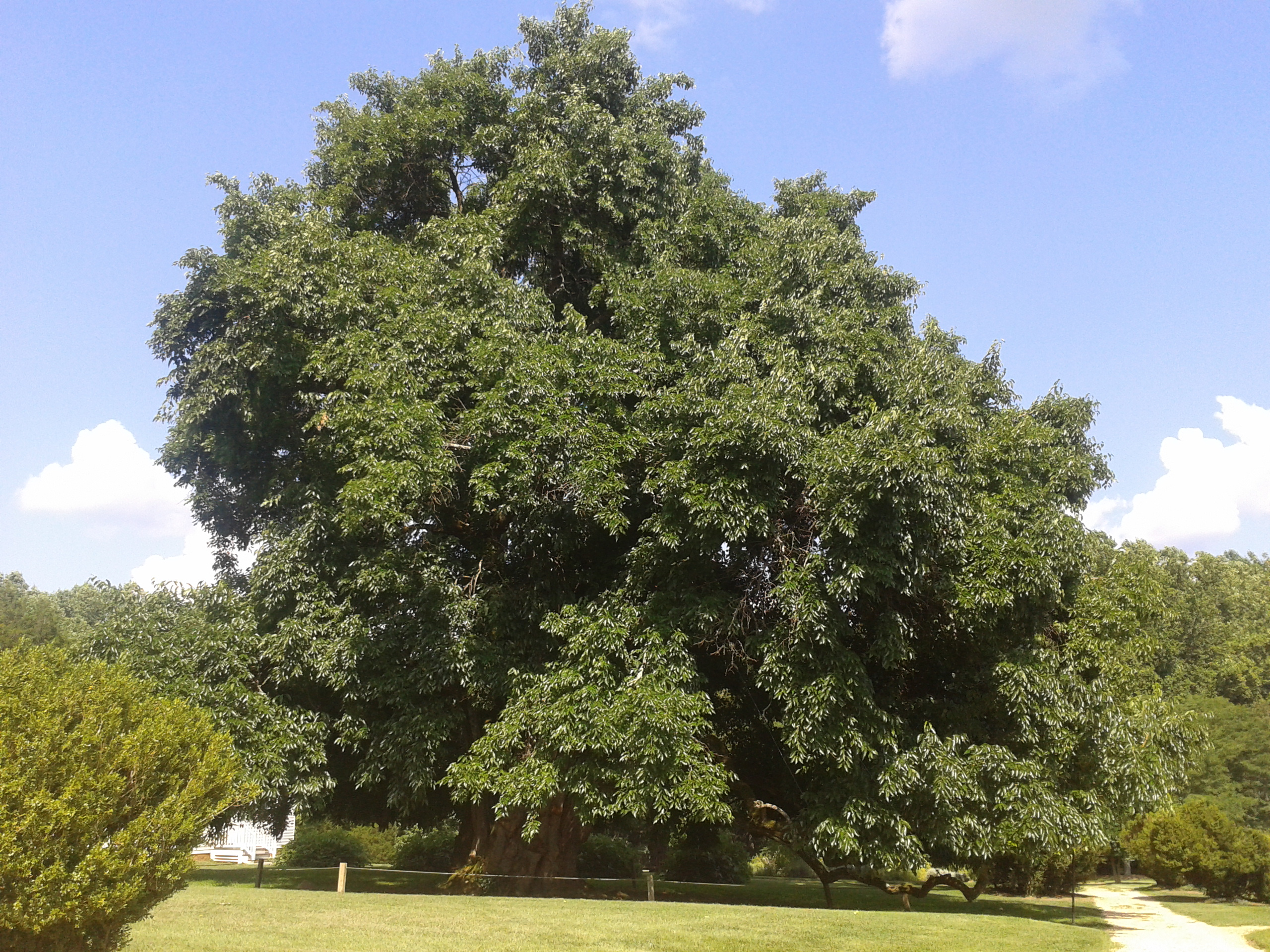
památný strom Maclura pomifera